# Наніва-Мару
Наніва-Мару (Naniwa Maru) — транспортне судно, яке під час Другої світової війни брало участь у операціях японських збройних сил у Індонезії та Мікронезії.
Наніва-Мару спорудили в 1937 році на верфі Osaka Tekkosho для компанії Yamashita Kisen, яка поставила його на лінію між Кобе та Новою Зеландією.
11 квітня 1941-го судно реквізували для потреб Імперського флоту Японії.
Станом на початок грудня 1941-го Наніва-Мару перебувало на атолі Трук у центральній частині Каролінських островів (тут була головна база японського ВМФ у Океанії). 3 грудня 1941 — 7 січня 1942 воно здійснило перехід з Труку до Йокосуки із заходами на Палау (західна частина Каролінських островів), Сайпан та Роту (Маріанські острови).
15—22 січня 1942-го Наніва-Мару здійснило перехід з Токіо до Давао на південному узбережжі філіппінського острова Мінданао (японський десант висадився тут ще 20 грудня). 3—5 лютого судно під охороною переобладнаного канонерського човна «Окуйо-Мару» пройшло до якірної стоянки Бангка (біля завершення північно-східного півострова острова Целебес), а 11—14 лютого перейшло звідси на острів Амбон (японці захопили його на початку лютого) в конвої під охороною есмінця «Амацукадзе» та все того ж «Окуйо-Мару». 17 лютого Наніва-Мару та ще кілька транспортів вийшли з Амбону з військами, призначеними для висадки на острів Тимор. 20 лютого вони доставили десант до Купангу (головне місто західної, нідерландської частини острова). 1—3 березня Наніва-Мару перейшло з конвоєм до Кендарі (південно-східний півострів Целебесу), а 9 березня вирушило звідти до Японії, відвідало острів Рота та не пізніше початку квітня було в Осаці.
9 квітня 1942-го Наніва-Мару вирушило до центральної частини Каролінського архіпелагу, побувало на Труці (20 квітня — 8 травня) та Фаїсі (11—16 травня), а 24 травня знову було в метрополії. До кінця місяця воно встигло відвідати Муроран (острів Хоккайдо) та 30 травня вже було в Токіо. Після цього з 2 червня по 5 липня Наніва-Мару здійснило рейс до Палау та назад у Японію.
22 липня 1942-го судно вийшло у новий рейс до Мікронезії, маючи за пункт призначення Трук. 3 серпня лише за сім десятків кілометрів від Труку Наніва-Мару торпедоване та потоплене підводним човном USS Gudgeon. Загинуло 27 членів екіпажу та ще 4 особи, що перебували на борту.